# Vladislav Zvara
Vladislav Zvara (* 11. prosince 1971 Spišská Nová Ves) je bývalý slovenský fotbalový záložník a reprezentant.

## Fotbalová kariéra
Hrál za Tatran Prešov, Spartak Trnava, 1. FC Košice, Artmedii Petržalka a HFC Humenné. V evropských pohárech nastoupil v 16 utkáních a dal 4 góly. Za reprezentaci Slovenska nastoupil v 29 utkáních. Mistr Slovenska 1997 a 1998.